# LaTeX
LaTeX (pronúncia em inglês: [ˈlɑːtɛks] ou [ˈleɪtɛks] uma abreviação de Lamport TeX) é um sistema de preparação de documentos desenvolvido na década de 1980 por Leslie Lamport. Ao escrever, o escritor usa texto simples, ao invés do texto formatado encontrado em processadores de texto WYSIWYG como Microsoft Word, LibreOffice Writer e Apple Pages. O escritor utiliza convenções de tagging de marcação para: definir a estrutura geral do documento (como artigo, livro ou carta), para formatar o texto em todo um documento (como negrito e itálico) e, para adicionar citações e referências cruzadas.
Um sistema de tipografia TeX, tal como TeX Live ou MiKTeX, é usada para produzir um artigo de saída (publicação eletrônica como PDF ou DVI) adequado para impressão ou distribuição digital. Também é utilizado para produção de cartas pessoais, artigos e livros sobre assuntos diversos. Dentro do sistema de tipografia, seu nome é estilizado como LaTeX. Estando atualmente na versão denominada LaTeX 2e.

## História
O LaTeX é um sistema de preparação de documentos e processamento de texto, desenvolvido na década de 1980 pelo norte-americano Leslie Lamport baseado no sistema tipográfico TeX, desenvolvido por Donald Knuth. estando atualmente na versão denominada LaTeX 2e. Uma nova versão do LaTeX, chamada LaTeX3, tem sido objeto de pesquisa e desenvolvimento há mais de uma década, mas ainda não é recomendada para uso intensivo.

## Utilização do sistema
A ideia central do LaTeX é distanciar o autor o máximo possível da apresentação visual da informação, pois a constante preocupação com a formatação desvia o pensamento do conteúdo escrito.
Ao invés de trabalhar com ideias visuais, o usuário é encorajado a trabalhar com conceitos mais lógicos — e, consequentemente, mais independentes da apresentação — como capítulos, seções, ênfase e tabelas, sem contudo impedir o usuário da liberdade de indicar, expressamente, declarações de formatação.
Um exemplo simples de um documento preparado para o LaTeX:
```
\documentclass
[12pt,a4paper]
{
article
}

\usepackage
[brazilian]
{
babel
}

\usepackage
[utf8]
{
inputenc
}

\usepackage
[T1]
{
fontenc
}

\title
{
O Sistema 
\LaTeX
}

\begin
{
document
}

\maketitle

A ideia central do 
\LaTeX\ 
é distanciar o autor
o máximo possível da apresentação visual da informação.

Ao invés de trabalhar com ideias visuais, o usuário é
encorajado a trabalhar com conceitos mais lógicos --- e,
consequentemente, independente da apresentação --- como capítulos,
seções, ênfase e tabelas, sem contudo impedir o usuário da
liberdade de indicar, expressamente, declarações de formatação.

A versão mais recente é a 
\LaTeXe
.

% Isto é um comentário que não será processado. Ele serve apenas

% para fazer anotações não incluídas no resultado final. Atenção

% ao símbolo do comentário: porcentagem (%).

A seguir, a fórmula das combinações como um exemplo simplório
da capacidade matemática do 
\LaTeX
:

\begin
{
eqnarray
}

C
_
k
^
n 
&
=
&
 
\frac
{
n!
}{
k!
\cdot
(n-k)!
}

\end
{
eqnarray
}

\end
{
document
}

```

Após editar o conteúdo, o usuário deve compilar o código para gerar o documento final para impressão. O exemplo acima resulta na saída abaixo:
Ao contrário de sistemas WYSIWYG, o formato definitivo do texto só é conhecido após sua conclusão. Entretanto, algumas ferramentas — como o LyX — criam interfaces visuais para o  LaTeX com sistemáticas intuitivas semelhantes ao WYSIWYG, como WYSIWYM.

### Exportação para outros formatos
Com a popularização da visualização digital de documentos, sendo o maior exemplo a utilização maciça de arquivos PDF, foi criado o pdfTeX, programa que permite converter a fonte no formato TeX diretamente para um arquivo PDF.
Embora o sistema TeX seja focado na impressão, arquivos desenvolvidos com o LaTeX podem ser convertidos para outros formatos, como o HTML, utilizando-se para tanto programas como o Latex2html. A estrutura essencialmente lógica dos documentos desenvolvidos para o LaTeX, em formato aberto passível de ser interpretado por qualquer programa conversor, facilita o desenvolvimento de ferramentas de conversão.

### Suporte a estilos
Os estilos tipográficos são suportados através de pacotes que fornecem classes específicas. Como os documentos preparados no LaTeX possuem estruturação apenas lógica, são necessárias classes que formatem o documento segundo as convenções de instituições como a ABNT (Associação Brasileira de Normas Técnicas) e a APA (Associação Americana de Psicologia).

## Aprimoramento do sistema
Sendo um conjunto de macros, o LaTeX é continuamente aprimorado, especialmente através da criação de novos pacotes. De fato, qualquer pessoa com algum conhecimento da linguagem pode criar novas funcionalidades para o sistema e disponibilizá-las na internet para quem quer que necessite. Dessa forma, muitas necessidades locais que surgem no decorrer do tempo podem ser solucionadas através de um novo pacote, permanecendo o núcleo do sistema LaTeX inalterado. Assim, os desenvolvedores podem focar seus esforços em realmente melhorar o programa, e não em solucionar diferenças regionais.
Os muitos pacotes criados para o LaTeX são essenciais para que os usuários do sistema tenham maior liberdade na criação dos documentos. Esses pacotes nem sempre adicionam novas funcionalidades, mas modificam o tratamento padrão dado a certas funções, criando assim mais diversidade de apresentação visual. Os pacotes podem ser obtidos através da CTAN.

## Distribuições
Os documentos fonte a serem processados via LaTeX devem se encontrar gravados em formato "texto plano" (.txt), ou seja, envolvendo apenas caracteres típicos da escrita. Deste modo, é possível escrever documentos para o LaTeX em praticamente qualquer editor de textos, bastando que ele tenha a capacidade de salvar textos em formato plano (.txt) e não apenas nos formatos proprietários (os quais geralmente incluem no arquivo, em meio ao texto efetivamente digitado, metacódigos especiais de controle do programa e de formatação). Editores como o Libre Office ou o Vi - amplamente conhecidos pelos usuários do Linux - ou ainda o Word e mesmo o  simples Bloco de notas - editores típicos na plataforma Windows - podem perfeitamente ser empregados para edição de textos LaTex.
Não obstante essa facilidade de edição de arquivos LaTeX, recomenda-se a utilização de programas específicos, muitos dos quais softwares livres, como o Kile. Além disso, o LaTeX funciona em diversas plataformas, existindo distribuições para muitos sistemas operacionais, a exemplo de MiKTeX, para Windows; MacTeX, para Mac OS X; e TeX Live (multiplataforma, incluindo Linux).